# La casa del tappeto giallo
La casa del tappeto giallo è un film giallo del 1983 diretto da Carlo Lizzani, liberamente tratto dalla pièce Teatro a domicilio di Aldo Selleri.
È stato presentato alla 33ª edizione del Festival di Cannes nella selezione Quinzaine des Réalisateurs.

## Trama
Franca è ossessionata da incubi notturni nei quali ha rapporti intimi col suo patrigno, cosa che provoca la gelosia del marito Antonio. Dopo aver messo un'inserzione per la vendita di un ingombrante tappeto giallo riceve la visita di un possibile acquirente, un inquietante "professore" che sembra accentuare le sue fantasie tanto che arriva ad ucciderlo. Dopo aver allontanato una donna presentatasi come la moglie del misterioso individuo, Franca si accorge che l'uomo è ancora vivo. Si tratta in realtà di due psichiatri ed è stato Antonio ad aver organizzato tutto per cercare di guarirla dai suoi incubi. Prima di congedarsi, il "professore" consegna a Franca una pillola, nel caso si dovessero ripresentare le crisi. Ma la pillola è un potente veleno e la donna scoprirà che l'individuo è un uxoricida liberato dal manicomio criminale e sotto la tutela della sua aiutante.

## Distribuzione
Dopo l'anteprima al Festival di Cannes, il film è stato proiettato al MystFest di Cattolica nel luglio 1983 e distribuito nelle sale italiane a partire dal 9 settembre.